# Den gamla herrgården
Den gamla herrgården är en svensk stumfilm från 1925 i regi av Edvard Persson.
Förlaga var pjäsen med samma namn av Oscar Wennersten, vilken omarbetades till filmmanus av Persson och Jens Edvard Kock. Fotograf var Anders Lindkvist och inspelningen ägde rum sommaren 1924 i Scania-Films ateljé i Malmö samt i Pettersborg, Ringsjö, Svedala och Malmö.

## Handling
Patron Bertil Bergencrantz ogillar att hans dotter Ann-Margret blivit kär i studenten Torsten. För att hindra deras romans försöker patronen gifta bort dottern med den unge greven Cronhielm. Planen misslyckas och Ann-Margret och Torsten får till slut varandra.

## Rollista
- Richard Svanström	– patron Bertil Bergenkrantz
- Ellen Rosengren-Persson – fru Bergenkrantz
- Signe Carlberg – Ann-Margret, Bergenkrantz dotter
- Georg Wallgren – Torsten, student
- Edvard Persson – informator
- Olga Hellquist – guvernant, amatörpoet
- John Hansson	– greve Cronhielm
- Anna Wallin – fru Cronhielm
- Nisse Carlberg – den unge greven
- Victor Hallin – trädgårdsmästaren, Torstens far
- Göta Larsson – Maria, trädgårdsmästarens fru
- Jenny Larsson	– Lotta
- Astrid Wedberg – jungfrun
- Adolf Jahr – man på förlovningsmiddagen
- Harald Svensson – man på förlovningsmiddagen

Ej identifierade roller
- Gunnar Ossiander
- Johan Rosén

### Fotnoter
1. 1 2 3  ”Den gamla herrgården”. Svensk Filmdatabas. http://sfi.se/sv/svensk-filmdatabas/Item/?itemid=3593&type=MOVIE&iv=Basic. Läst 20 mars 2013.